# Zabójcza macocha
Zabójcza macocha (ang. Killer Stepmom) – amerykański thriller z roku 2022 w reżyserii Richarda Switzera.

## Fabuła
Nastolatka znana z kłamania i stwarzania kłopotów jest świadkiem, jak jej nowa macocha morduje mężczyznę na pustym parkingu. Teraz musi przekonać matkę, by uwierzyła w jej historię, zanim wcieli w życie swój plan zniszczenia rodziny.

## Obsada
- Julia Terranova jako Brianna
- Jillian Murray jako Susanna
- Jon Briddell jako Daniel
- D.C. Douglas jako Randy McNabb
- John K. Frazier jako Howie
- Mike Caravella jako Kaiser
- Amanda Fernandez jako Police Officer
- John J. Jordan jako Mr. Morgan
- Eddy J. Lee jako Detective Han
- Lisa Long jako Roxanne
- Rebecca Ritz jako Mrs. Jeffries
- Alison Robertson jako Annie
- Capri-Antoine Vaillancourt jako Jason
- Gina Vitori jako Melody